# Bakewell tart
La Bakewell tart è una pie dolce inglese composta da un guscio di pasta frolla sotto strati di confettura, crema frangipane e mandorle a scaglie.

## Storia
Il dessert nacque nel ventesimo secolo ed è una diretta evoluzione del Bakewell pudding, una tortina che prende il nome dalla cittadina di Bakewell, nel Derbyshire. A volte, i termini Bakewell tart e Bakewell pudding vengono usati in maniera intercambiabile.

## Alimenti simili
Il cherry Bakewell o Bakewell cake è una variante della Bakewell tart in cui la crema di frangipane viene ricoperta da uno strato superiore di glassa di mandorla e una mezza ciliegia candita che funge da guarnizione. Se privo di glassa, il cherry Bakewell prende il nome di Lancashire tart. Un altro prodotto simile alla Bakewell tart è la Gloucester tart, che prende il nome dalla città inglese in cui viene cucinata ed è una crostata contenente riso macinato, confettura di lamponi ed essenza di mandorle.